# 3929 Carmelmaria
3929 Carmelmaria este un asteroid din centura principală, descoperit pe 16 noiembrie 1981 de Peter Jekabsons.